# Азия Дауысы
«Азия Дауысы» (каз.) (рус. «Голос Азии», англ. «Voice of Asia») — международный музыкальный фестиваль, организуемый в Алма-Ате (Казахстан) ежегодно с 1990 по 2005 годы. Через 19 лет перерыва в 2023 году общественный фонд "МФ «Азия Дауысы» восстановил традицию проведения фестиваля совместно с Halyk Bank.
В фестивале принимают участие исполнители поп, рок, джаз и фолк музыки из разных стран Азии, Восточной Европы, Африки, Латинской Америки и других стран мира. В разные годы «гвоздём программы» фестиваля были такие популярные исполнители как Стинг, Глория Гейнор, Алла Пугачёва, Тото Кутуньо, София Ротару, Валерий Леонтьев, Патрисия Каас, Джимми Самервилл, Boney M., Томас Андерс, Space, Scooter, Black Eyed Peas, Secret Service, Лайма Вайкуле, A’Studio, Ялла и другие. За годы проведения фестиваля на нем выступили исполнители из около 100 стран мира.

Обычное место проведения фестиваля — открытая площадка Медео (скоростной высокогорный стадион, расположенный в Заилийском Алатау в окрестностях Алма-Аты).

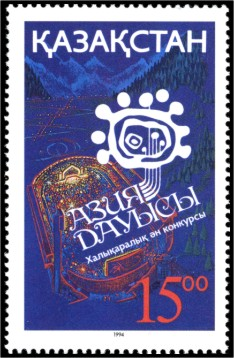
Почтовая марка Казахстана 1994 года, посвящённая международному песенному конкурсу «Азия Дауысы»

## История
Впервые «Голос Азии» состоялся в Алма-Ате в 1990 году. Тогда в нем приняли участие представители из 15 стран мира. Основателями фестиваля стали Мурат Иргалиев и Александр Пономарев.
Фестиваль является членом Международной федерации фестивальных организаций (FIDOF). На протяжении пятнадцати лет (вплоть до 2005 года, когда его проведение было остановлено) фестиваль являлся одним из наиболее значимых культурных событий в Азии.
В 2022 году Ирина Ковыряко (соучредитель и президент фестиваля) получила патент на название и логотип фестиваля и вместе с Темирланом Тулегеновым (соучредитель и вице-президент фестиваля) объявила о возрождении фестиваля и его конкурсной части в 2023 году.
Победителям и лауреатам фестиваля вручаются «Гран-при», «Первая», «Вторая» и «Третья» премии, а также призы, учрежденные акимом города Алма-Аты и спонсорами.

## Конкурс 1990 года
- Место проведения: высокогорный каток «Медео»[6].

Победители:
- Гран-при — группа «Карс» (Узбекистан)
- 1 премия — группа Роксонаки (Казахстан)
- 2 премия — Макпал Жунусова (Казахстан), «Центр Азии» (Тыва)
- 3 премия — «Чингизхан» (Монголия)

## Конкурс 1991 года
- Место проведения: высокогорный каток «Медео»[6].

Победители:
- Гран-при — Женева Круз (Филиппины)
- 1 премия — Наргиз Бандишоева (Таджикистан)
- 2 премия — Юлдуз Усманова (Узбекистан)
- 3 премия — Жеруюк (Казахстан), «Айпара!» (Азербайджан)

Гости: Томас Андерс

## Конкурс 1992 года
- Место проведения: высокогорный каток «Медео»[6].

Победители:
- Гран-при — Шехназ (Турция)
- 1 премия — Шин Хе Бам (Корея)
- 2 премия — Гао Хун (Китай)
- 3 премия — Манарбек Байтасов (Казахстан), Марк Чан (Сингапур)
- Гости: Space, Патрисия Каас, Мурат Насыров и другие.

## Конкурс 1993 года
- Место проведения: высокогорный каток «Медео»[6]. С этого года «Азия Дауысы» — становится членом ФИДОФ.

Победители:
- Гран-при — Сара (Монголия)
- 1 премия — Фань Чунь Мей (Китай)
- 2 премия — Ивелина Балчева (Болгария)
- 3 премия — «Нджява» (Мадагаскар), «Калча-Валча» (Сингапур)
- Гости: Boney M, Глория Гейнор[11], Пупо, Валерий Леонтьев, Наталья Ветлицкая и другие.

## Конкурс 1994 года
- Место проведения: высокогорный каток «Медео»[6].

Победители:
- Гран-при — Суави (Турция)
- 1 премия — Бай Сюе (Китай)
- 2 премия — «Махараджа» (Индия)
- 3 премия — Хабиб Куате (Мали)
- Гости: Haddaway, Ялла, Аль Бано и Ромина Пауэр, Лайма Вайкуле[12] и другие.

## Конкурс 1995 года
- Место проведения: высокогорный каток «Медео»[6]. В год 150-летия Абая, один из дней конкурса был посвящен этой дате. Песни Абая звучали на казахском, русском, украинском, китайском языках.
- Фестиваль награждается почетной медалью ФИДОФ — «За весомый вклад в развитие музыкальной культуры».
- Гости: Тото Кутуньо, Алла Пугачева[13] Джимми Самервилл, «Ten Sharp», Лайма Вайкуле, Ялла и другие.

Победители:
- Гран-при — Барт Бисли (США)
- 1 премия — Зиана Заин (Малайзия)
- 2 премия — Деян Недельчев (Болгария), «Компромиз» (Украина)
- 3 премия — Бахытжан Хатжимуканов (Казахстан)

## Конкурс 1996 года
- Отныне это не конкурс, а фестиваль, в рамках которого, кроме международного конкурса, проходит и конкурс современной песни Казахстана[6].
- Гости: «Баккара», Ирина Аллегрова[14], Митхун Чакраборти и другие.

Победители:
- Гран-при — Бауыржан Исаев (Казахстан)
- 1 премия — Со Джу Кьонг (Корея)
- 2 премия — Ие Фан (Китай), Тандерин Хатс (Нидерланды)
- 3 премия — Бурак Учкун (Турция)

## Конкурс 1997 года
- Конкурс проводится в летнем театре городского парка[6].
- Решением ФИДОФ «Азия Дауысы» присвоено звание лучшего фестиваля 1997 года. Кроме этого, ФИДОВ присудил фестивалю переходящий приз «Пресса и СМИ. Золотое кольцо мира».
- Гости: София Ротару[15], Белинда Карлайл, «Gibson Brothers», «Corona», «Иванушки Интернейшл» и другие.

Победители:
- Гран-при — Эй-Би-3 (Индонезия)
- 1 премия — Светлана Славкович (Югославия)
- 2 премия — Даррен Холден (Ирландия), Шебнем Озсаран (Турция)
- 3 премия — «Слэм» (Малайзия), Гуо Ронг (Китай)

## Победители конкурсов 1998—2003
- 1998 — Лука Сепе (Италия)
- 1999 — Манана Джапаридзе (Азербайджан)
- 2000 — Моника Агел (Румыния)
- 2001 — Ладин Роксас (Филиппины)[16]
- 2002 — Сити Нурхализа (Малайзия)
- 2003 — Сю Ян (Китай)

## Призёры и дипломанты конкурса 2004
- Гран-при — Большой золотой приз и $ 10.000 — Нико (Румыния)
- Первая премия — Золотой приз и $ 5.000 — Эка Дэли (Индонезия)
- Вторая премия премия — Серебряный приз и $ 3.500 — Шэрин Мэй Регис (Филиппины)
- Третья премия — Бронзовый приз и $2.000 — Вахида (Малайзия) и Альден Жаксыбеков (Казахстан)
- Специальный диплом, приз Министра культуры Республики Казахстан и премия $1.000 — Зузанна Мадейска (Польша)
- Специальный диплом и приз акима города Алматы — «Нью бойз» (Казахстан)
- За лучшую песню конкурса Специальный приз и премия $ 1 000 — композитор Юнки Соэварно (Индонезия)
- За лучшую аранжировку песни конкурса Специальный приз и премия $ 1 000 — аранжировщик Корнель Фугару (Румыния)
- За лучшую звукозапись фонограммы оркестрового сопровождения песни конкурса Специальный приз и премия $ 500 — звукорежиссёр Томас Зиндлер (Чехия)
- Приз жюри журналистов — Альден Жаксыбеков (Казахстан)
- Приз зрительских симпатий телеканала Хит ТВ — Том Малар (Чехия)
- Приз симпатий читателей газет «Литер» и «Айкын» — Мурат Иргалиев, генеральный директор Международного фестиваля «Азия Дауысы»

## Фестиваль 2023 года
В 2023 году в рамках фестиваля состоялся гала-концерт с участием популярных казахстанских и зарубежных исполнителей. Специальными гостями фестиваля стали Black Eyed Peas, Secret Service, Ялла и Роза Рымбаева.
Фестиваль 2024 года отменили из-за паводков.

## Страны — участники «Азия Дауысы» (1990—2004)
| Австралия Азербайджан Албания Алжир Армения Афганистан Беларусь Бельгия Болгария Бразилия Великобритания Венгрия Вьетнам Германия Грузия Египет Израиль Индия Индонезия Иран Ирландия Италия Казахстан Кипр Китай Кыргызстан | Лаос Латвия Ливан Ливия Литва Македония Малайзия Мали Мальта Молдова Монголия Нидерланды Пакистан Палестина Польша Реюньон Россия Румыния Сербия и Черногория Сингапур США Таджикистан Того Турция Узбекистан Украина | Филиппины Финляндия Франция Хорватия Чад Чехия Чили Шри-Ланка Эстония Югославия Южная Корея Ямайка Япония РОССИЯ: Башкортостан Бурятия Дагестан Калмыкия Северная Осетия Татарстан Тыва Хакассия Чечня ЧукоткаЯкутия-Саха |

## Конкурсанты из Казахстана (1990—2004)
«Роксонаки», Макпал Жунусова, Кыдырали Болманов, Медеу Арынбаев, Алтынай Жорабаева, Майра Даулетбакова, Курмаш Маханов, Бауыржан Исаев,
Бахтияр Тайлакбаев, «Уркер», Маржан Арапбаева, Нурдилла Сарсенбаев, Гаухар Каспакова, Ерлан Кокеев, Болат Абдиахметов, Парвиз Назаров,
Гульнур Оразымбетова, Дильмурат Бахаров и «Дервиши», Владимир Ступин, Марат Сарбупеев, Нургали Турлыбеков, Тахмина Ашимбекова, Алдаберген Джаксыбаев,
Ангелина Александрова, Бахытжан Хаджимуканов, Алден Джаксыбеков, группа «Нью бойз», «АР-клуб».

## Гости конкурса-фестиваля (1990—2004)
| Патрисия Каас Глория Гейнор Тото Кутуньо Африк Симон Лу Бега Сьюзи Кватро Джимми Сомервил Пупо Аль Бано и Ромина Пауэр Митхун Чакраборти Бони Тайлер Питер Андре Барыш Манчо Си-Си Кетч «Модерн Токинг» «Спейс» «Бони М» «Ирапшн». «Тен шарп» «Баккара» «East 17» «Бомфанк MC-S» «No mercy» Пато Бэнтон Белинда Карлайлс Кулио Хаддуэй. «Soultans» «GibsonBrothers» «Corona». «N-Trance» «La Bouchе» «Bad Boys Blue» и др. «ATB» DJ Mendez «Touche». | Алла Пугачева София Ротару Николай Басков Филипп Киркоров Валерий Леонтьев Лайма Вайкуле Дима Маликов Лариса Долина Ирина Понаровская Ирина Аллегрова Валерий Меладзе Владимир Кузьмин Александр Маршал Владимир Пресняков Маша Распутина Валерия Наталья Ветлицкая Сергей Крылов. «Ялла» Влад Сташевский Кристина Орбакайте Алена Свиридова Анжелика Варум «Любэ» «Иванушки Интернейшнл» Леонид Агутин «Мумий тролль» Андрей Губин «Премьер-Министр» Жасмин Николай Носков «Чай вдвоем» Витас Дима Билан «Плазма» Чичерина |